# Замок Драйшейн

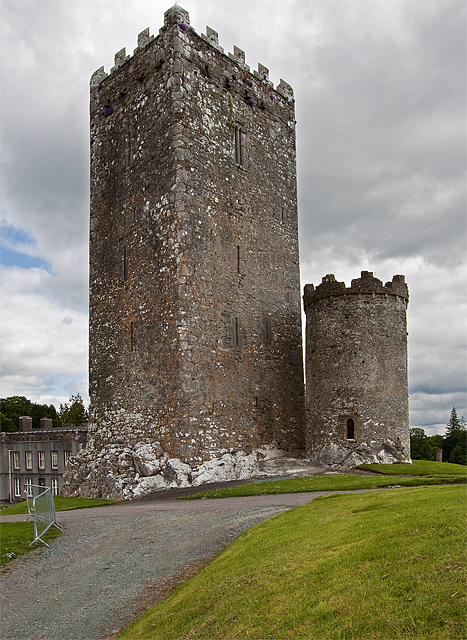
Замок Дрішан.

Замок Драйшейн (англ. Drishane Castle) — замок Дрішан — один із замків Ірландії, розташований в графстві Корк, біля селища Мілстріт (1,4 милі на північний схід), на південному березі річки Блеквотер (Чорна Вода). Збудований ірландським кланом Мак Карті. Нині це пам'ятка історії та архітектури Ірландії національного значення. Географічні координати замку: 52,077062°N 9,047539°W. Замком володіла довгий час родина Дагган. Замок являє собою дві вежі, вища висотою 22 м. Замок побудований з дикого каменю, має 4 поверхи, вузькі бійниці. На даху існують «ірландські» заклепки та є невелика кругова башта біля замку.

## Історія замку Драйшейн
Замок Драйшейн побудований ірландським кланом Мак Карті (Мак Кархайг) в 1436—1450 роках. Імовірно, будівництво замку почав Дермот Мор — другий син Тадга — короля ірландського королівства Десмонд в 1390—1428 роках. Тадг — син Оуена володів замком Драйшейн в 1592 році, коли він здався військам королеви Англії Єлизавети І і лишився володарем замку вже в якості підданого королеви, а не короля. Його син Оуен (Еойн) володів замком після смерті батька в 1637 році.
У 1641 році спалахнуло повстання за незалежність Ірландії. Після придушення повстання Олівером Кромвелем в 1653 році всі землі та замки клану Мак Карті були конфісковані. Але після реставрації монархії на Британських островах в 1660 році землі були повернені клану Мак Карті. Землі повернув собі і клану Дон Мак Карті — І граф Кланарті.
У часи Вільямітських (Якобітських) війн 1689—1691 років клан Мак Карті підтримав короля католика Джеймса ІІ, якому симпатизувала Ірландія. Після його поразки клан Мак Карті знову втратив свої землі та замки. Землі отримала компанія Блейд, що продала ці землі Генрі Воллісу в 1709 році. У 1728 році родина Волліс повністю заволоділа землями та замками клану Мак Карті. Під час повстання феніїв в 1867 році у замку Драйшейн був англійський гарнізон. Замок лишався у володіннях родини Волліс до 1882 року. Потім замок став власністю Патріка Стека. У 1909 році замок став монастирем, належав Сестрам Дитинства Ісуса, що керували загальноосвітньою школою-інтернатом для дівчат до 1992 року. Він був куплений родиною Дуган (Дагган) і став центром для шукачів притулку.